# ROKS Seoae Ryu Seong-ryong (DDG-993)
Le ROKS Seoae Ryu Seong-ryong (DDG-993) est le troisième navire de la classe Sejong le Grand, une classe de destroyers lance-missiles construits pour la marine de la république de Corée (ROKN). Il était le troisième navire Aegis construit par la Corée du Sud, et a été nommé d’après un fonctionnaire érudit de la dynastie Joseon de Corée, Seoae Ryu Seong-ryong.

## Conception
Le navire est équipé du système de combat Aegis (Baseline 7 Phase 1) combiné à des antennes radar multifonctions AN/SPY-1D.
La classe Sejong le Grand est la troisième phase du programme Korean Destroyer eXperimental (KDX) de la marine sud-coréenne, un important programme de construction navale visant à améliorer la capacité de la ROKN à défendre avec succès les zones maritimes autour de la Corée du Sud contre diverses menaces, et à devenir une marine de haute mer.
Avec un déplacement standard de 8500 tonnes et maximal à pleine charge de 11000 tonnes, les destroyers KDX-III Sejong le Grand sont de loin les plus grands destroyers de la marine sud-coréenne. Ils sont plus grands que la plupart des destroyers des marines d’autres pays : la Corée du Sud a construit des destroyers légèrement plus volumineux et plus lourds que les destroyers de classe Arleigh Burke ou de classe Atago pour accueillir 32 missiles supplémentaires. Certains analystes estiment qu’il serait plus approprié d’appeler cette classe de navires des croiseurs légers plutôt que des destroyers. Les KDX-III sont actuellement les plus grands navires à transporter le système de combat Aegis.

## Carrière
Le ROKS Seoae Ryu Seong-ryong a été construit par Hyundai Heavy Industries et lancé le 14 novembre 2008. Il a été mis en service le 31 août 2010.
Le ROKS Seoae Ryu Seong-ryong, le ROKS Wang Geon et le sous-marin ROKS Yi Sun-sin ont participé à l'exercice RIMPAC 2014.
Le 17 août 2020, le ROKS Seoae Ryu Seong-ryong s’est rendu à Hawaï avec le ROKS Chungmugong Yi Sun-sin (DDH-975) pour participer aux exercices RIMPAC 2020 à échelle réduite, en mer uniquement.
Le ROKS Seoae Ryu Seong-ryong a participé, avec le ROKS Chungmugong Yi Sun-sin, à l’exercice militaire coopératif Pacific Vanguard, qui a réuni en septembre 2020 les forces navales des États-Unis, de l’Australie, du Japon et de la Corée du Sud. L’exercice d’entraînement maritime Pacific Vanguard a rassemblé plus de 1500 membres du personnel des quatre pays et s’est déroulé au large des côtes de Guam. Les navires HMAS Stuart et HMAS Arunta de la Royal Australian Navy et les destroyers JDS Ashigara (DDG 178) et JDS Ise (DDH 182) de la Force maritime d'autodéfense japonaise ont participé à l’exercice. Les ressources américaines ont inclus le destroyer lance-missiles de classe Arleigh Burke USS Barry (DDG-52), le pétrolier ravitailleur USNS John Ericsson (T-AO 194) et les avions du Patrol Squadron One (VP-1) « Screaming Eagles ». Les marins participants ont perfectionné leurs compétences maritimes et ont amélioré la coopération pratique en mer. L’exercice a compris de nombreuses opérations navales, telles que des manœuvres combinées, des exercices de tir réel, de lutte anti-sous-marine et de ravitaillement en mer. Le commandant du groupe opérationnel maritime australien, le capitaine Phillipa Hay, a déclaré : « Il est plus important que jamais d’accroître la coopération pratique avec les partenaires régionaux. Pacific Vanguard est une occasion inestimable d’accroître la compréhension et l’expérience de la Marine royale australienne en matière de travail avec la Force maritime d'autodéfense japonaise, la Marine de la république de Corée et la Marine américaine. » Toutes les mesures de sécurité ont été mises en œuvre pour mener à bien l’exercice au milieu de la pandémie de Covid-19.